# Valea Ungurului, Mureș
Valea Ungurului este un sat în comuna Cozma din județul Mureș, Transilvania, România.